# Dětkovice (Ludmírov)
Dětkovice je malá vesnice, část obce Ludmírov v okrese Prostějov. Nachází se asi 1,5 km na západ od Ludmírova. V roce 2009 zde bylo evidováno 24 adres. V roce 2001 zde trvale žilo 48 obyvatel.
Dětkovice leží v katastrálním území Ludmírov o výměře 7,6 km2.

## Název
Na vesnici bylo přeneseno původní pojmenování jejích obyvatel Dětkovici nebo Dědkovici, které bylo odvozeno od osobního jména Dětek nebo Dědek (z písemných záznamů, v nichž se obě podoby střídají, nelze s určitostí zjistit) a znamenalo "Dětkovi/Dědkovi lidé".

## Obyvatelstvo

### Struktura
Vývoj počtu obyvatel za celou obec i za jeho jednotlivé části uvádí tabulka níže, ve které se zobrazuje i příslušnost jednotlivých částí k obci či následné odtržení.
| Místní části   | Místní části   | 1869 | 1880 | 1890 | 1900 | 1910 | 1921 | 1930 | 1950 | 1961 | 1970 | 1980 | 1991 | 2001 | 2011 |
| -------------- | -------------- | ---- | ---- | ---- | ---- | ---- | ---- | ---- | ---- | ---- | ---- | ---- | ---- | ---- | ---- |
| Počet obyvatel | část Dětkovice | 118  | 113  | 107  | 104  | 93   | 109  | 104  | 80   | 94   | 74   | 55   | 59   | 48   | 47   |
| Počet domů     | část Dětkovice | 16   | 17   | 17   | 17   | 18   | 18   | 18   | 21   | 20   | 19   | 17   | 20   | 22   | 24   |

## Fotogalerie

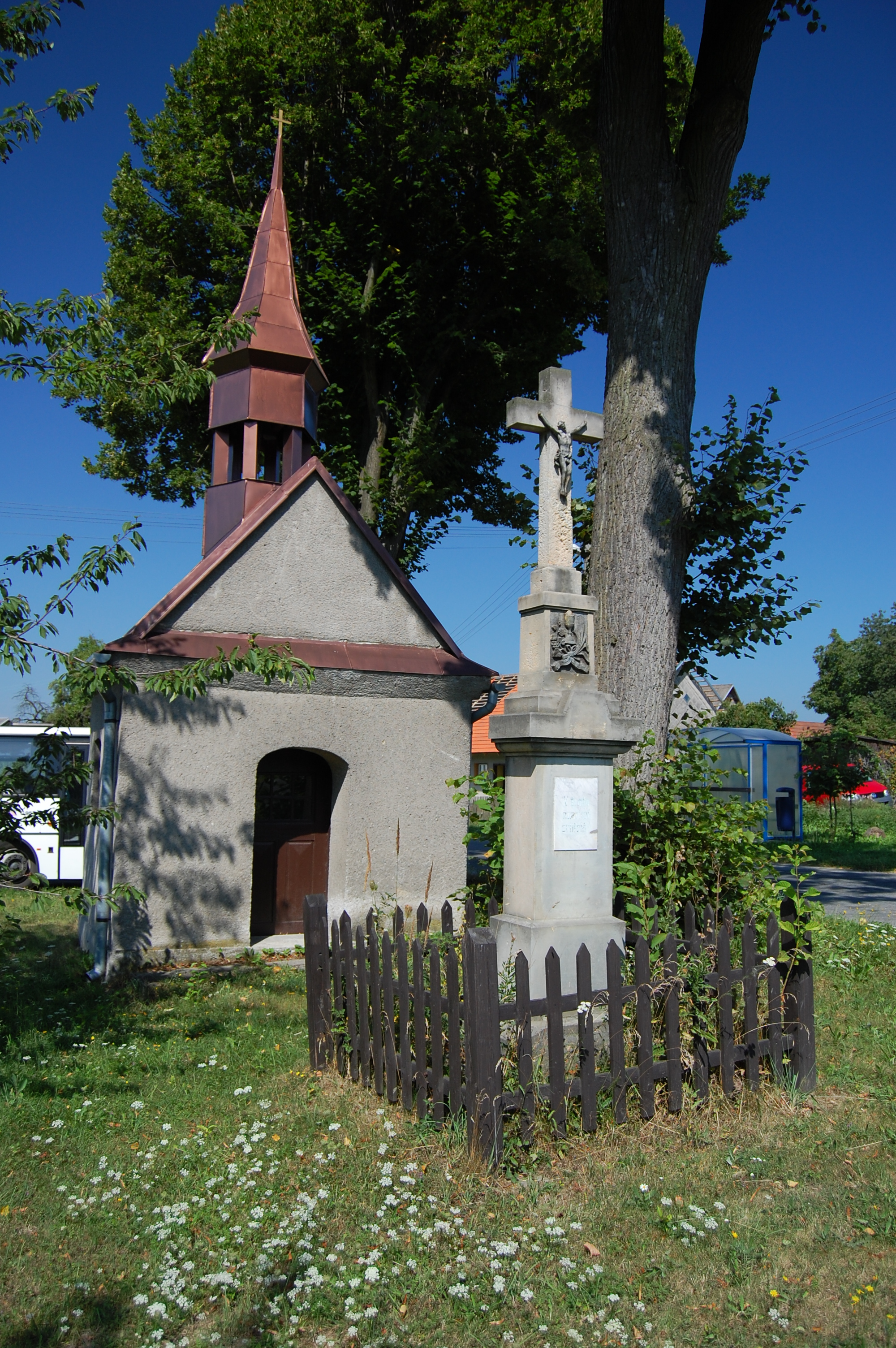
Kaplička svatého Václava
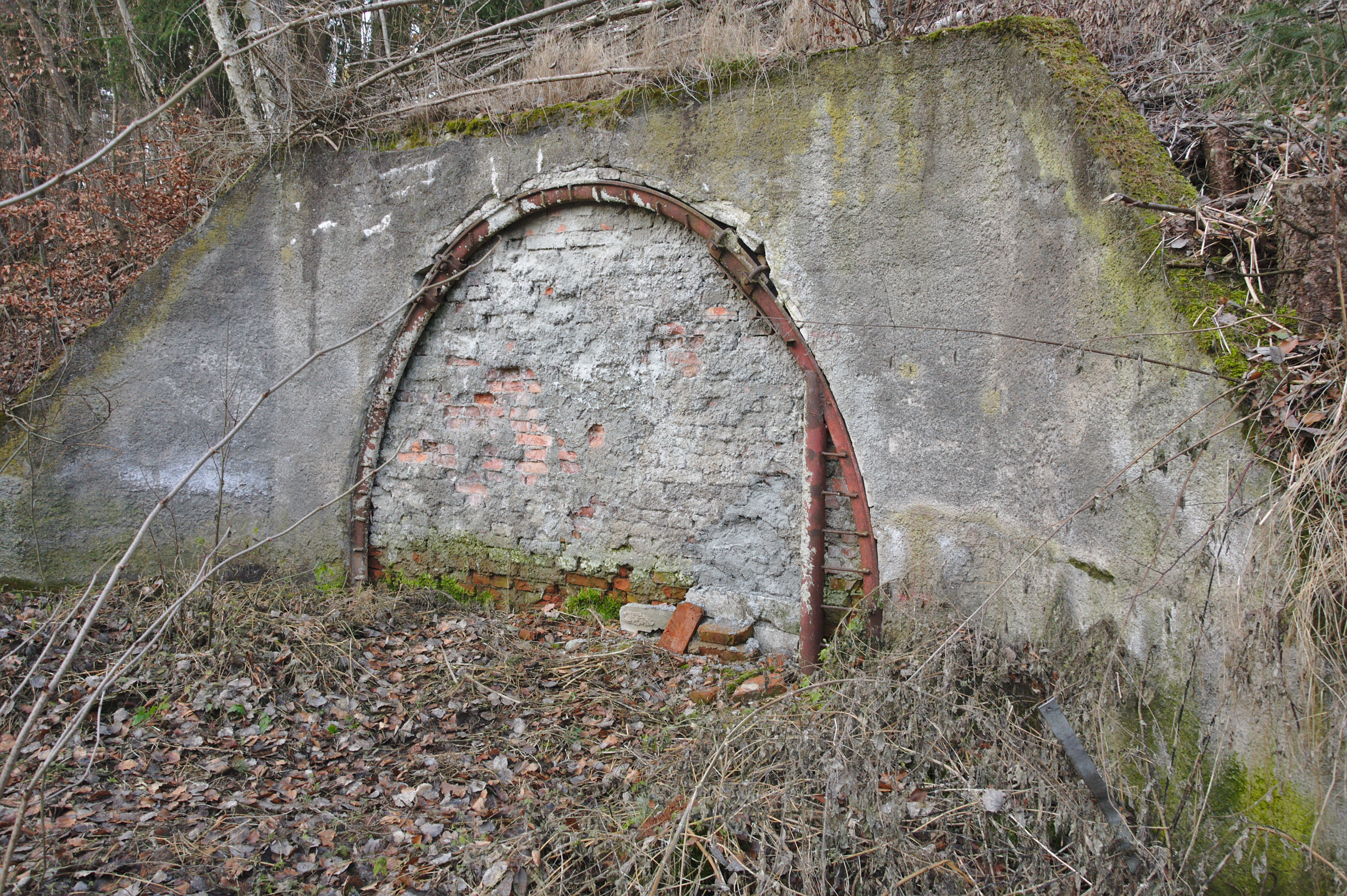
Bývalá štola Jindřich